# 針重敬喜

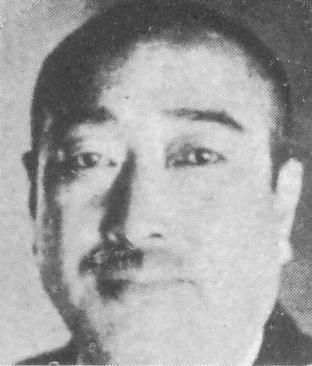
針重敬喜

針重 敬喜（はりしげ けいき、1885年〈明治18年〉2月1日 - 1952年〈昭和27年〉6月5日）は日本の編集者、アマチュアテニス選手。『武侠世界』などの雑誌で主筆を務め、また日本のテニスの普及・振興に尽力した。

## 経歴
山形県南置賜郡南原芳泉村（現・米沢市芳泉町）出身。父親の幸主は地元の名士で、住民から記念碑を建立されるほどであった。
米沢中学（現・山形県立米沢興譲館高等学校）を経て1903年（明治36年）に早稲田大学英文科に入学。早稲田を選んだのは坪内逍遥に憧れたためであった。また、庭球部に入部し、ここから本格的にテニスを始めることとなる。
早稲田大学卒業後、読売新聞、東京日日新聞を経て、1912年（明治45年）、押川春浪に請われて飛田穂洲と共に武侠世界社に入社。1914年（大正3年）に押川が病死してからは、実質上の社主を務めた。
1923年（大正12年）に武侠世界社を退職し、以後は、自費でテニス雑誌『ローンテニス』を発行したり、日本庭球協会の理事・顧問などを務めるなど、テニスの普及に全力を注いだ。また、テニスプレイヤーとしても、東日トーナメント（現・毎日テニス選手権）ベテラン男子の部において、シングルスで1回、ダブルスで11回（小杉放庵とで3回、山崎喜作とで8回）優勝するなどの実績を残している。
1952年（昭和27年）6月5日、胃潰瘍のため死去。67歳。墓所は米沢市の長松寺。

## その他
- 画家の小杉放庵（未醒）とは親しく、「ポプラ倶楽部」という、テニスを主な活動とする芸術家の社交団体を結成するなどしている。また、小杉の次男である小杉二郎と針重の次女である針重（小杉）千鶴子は二郎の二度目の召集の直前となる1945年（昭和20年）3月に結婚したため[注釈 1][1]、親戚関係でもある。
- 押川春浪を中心とする社交団体「天狗倶楽部」のメンバーでもあった。なお、針重も何度も参加している東日トーナメントを実現させたのは、天狗倶楽部のメンバーでもある弓館小鰐である。
- テニスプレイヤーとしては、絶妙のコントロールで相手の足元をつき、ミスを誘うのが得意だったという。